# Miquel Duran Pastor
|  | Per a altres significats, vegeu «Miquel Duran». |

Miquel Duran i Pastor (Palma, 15 d'octubre 1934 - 10 d'abril de 2016) fou un historiador i ex polític mallorquí.

## Biografia
Estudià filosofia i lletres a l'Estudi General Lul·lià de Palma, es llicencià en història a la Universitat de València i es doctorà a la Universitat de Barcelona. Després de treballar com a mestre a diverses escoles de Palma el 1973 aconseguí plaça com a professor a la Universitat de les Illes Balears, on fou catedràtic d'història des que guanyà la plaça en 1983. També va ser magister de la Maioricensis Schola Lullistica del Consell Superior d'Investigacions Científiques i membre de la Junta Gestora de la Universitat de les Illes Balears.
Va intervenir en política per primer cop quan fou nomenat tinent de batle i regidor de cultura de l'ajuntament de Palma entre 1974 i 1978. En 1976 va ingressar al Partit Liberal d'Enrique Larroque, del qual en fou secretari general a les Illes Balears. Quan aquest partit es va integrar a la UCD, en fou el president a les Illes Balears el 1978-1979. Fou elegit diputat per les Illes Balears a les eleccions generals espanyoles de 1977 i 1979.
Com a diputat balear de la Legislatura Constituent d'Espanya formà part de l'Assemblea de Parlamentaris de les Illes Balears, de la que en fou secretari el 1977-1978. De 1978 a 1979 també fou conseller d'interior del Consell General Interinsular. Després de l'ensulsiada de la UCD tornà al Partit Liberal, de la que en fou el president a les Illes Balears el 1983-1984. El 1988 va rebre la Medalla al Mèrit Constitucional. El 1993 va ingressar a Unió Mallorquina. El 2000 formà part del Consell Polític d'UM.
Fou membre de la Reial Acadèmia de Doctors i del Centre Europeu de Relacions Públiques.

## Obres d'investigació
- Aproximaciones históricas al romanticismo musical (1976)
- Repercusiones de la revolución de 1868 en Mallorca (1980)
- Bernat Nadal i Crespí: un bisbe solleric que fou diputat a les Corts de Cadis (1986)
- Sicut oculi: un tiempo pasado que no fue mejor, vigilantes y vigilados en la Mallorca de la postguerra, 1941-1945 (1992)